# Gattyana amondseni
Gattyana amondseni (лат.) — вид морских многощетинковых червей семейства Polynoidae из отряда Phyllodocida.

## Описание
Встречаются на глубинах от верхней литорали до 700 м в водах Северного Ледовитого океана, северной части Тихого океана и северной Атлантики, включая пролив Эресунн. Длина тела до 29 мм, включает до 36 сегментов. На простомиуме три пары антенн (Polynoinae) и глаза на омматофорах. Перистомальные усики с циррофорами. Простомиум разделён медиальным желобком на две части. Параподии двуветвистые. Все щетинки (сеты) простые
.